# Mojken Bärent
Mojken Bärent, även kallad Moicken Bernt, död 1595, var en tyskättad kvinna som enligt Stockholms stads tänkebok den 20 september 1596 av rådhusrätten dömdes att brännas på bål (rättet medh brandh) för giftmord på sin likaledes tyskättade make kallad "tunnbindare Bernt". 
Mordet planerades och utfördes tillsammans med Hans Ladehoff, makens arbetsgivare. Två gånger blandades gift i makens mat utan att han avled. Vid ett tredje försök blandade de kvicksilver i ett smörstekt lammhjärna vilket också misslyckades. Slutligen krossade de makens huvud och knivhögg honom i hans säng.
Efter planer på att fly från Sverige ertappades de och förhördes på slottet Tre Kronor där de nekade ihärdigt tills Hans Ladehoff frivilligt bekände.
Brottet och avrättningen av brottslingarna var ett av de stora samtalsämnena i Stockholm detta år. Giftmord ansågs vara mycket allvarligt, och straffen som utdömdes och verkställdes är bland de grymmaste i Stockholms tänkeböcker. Mordet var planerat och exceptionellt grymt i sitt utförande och därför skulle hon enligt kunglig befallning "androm till varnagel" plågas före avrättningen. Eftersom Mojken var gravid sköts avrättningen upp till efter förlossningen. Enligt domen den 20 september 1594 skulle hennes högra hand huggas av och därtill skulle hon  över hela kroppen nypas några gånger med heta tänger under färden till avrättninsplatsen där hon brändes på bål. Hans Ladehoff skulle likaledes undergå samma tortyr innan han dömdes till stegel och hjul. 